# صافي أحمد
صافي أحمد (4 أكتوبر 1977 بكلكتا في الهند - ) هو لاعب كريكت هندي.

## وصلات خارجية
- صافي أحمد على موقع إي آس بي آن كريك إنفو (الإنجليزية)